# Хуго Тетроде
Хуго Мартин Тетроде (хол. Hugo Tetrode; Амстердам, 7. март 1895 — Амстелвен, 18. јануар 1931) био је холандски теоријски физичар. Он је допринео статистичкој физици, раној квантној теорији и квантној механици.

## Биографија
Хуго Тетроде је био део богате, истакнуте породице Тетроде. Био је најстарији од троје деце Питера Јохана Конрада Тетродеа, који је био директор De Nederlandsche Ban (холандске националне банке) од 1919. до 1934. године. Тетроде је рођен у тадашњем Амстелвен-у, у делу који је сада део Амстердама; током детињства време је проводио на два амстердамска канала.
Отишао је у Немачку 1911. да студира математику, физику и хемију на Универзитету у Лајпцигу, али се вратио у Амстердам годину дана касније. Године 1912, са 17 година, објавио је свој први истраживачки рад у немачком часопису за физику Annalen der Physik.
Током 1912. Тетроде је развио Сакур-Тетродову једначину, квантномеханички израз ентропије идеалног гаса. Ото Сакур је извео ову једначину независно отприлике у исто време. Сакур-Тетродова константа,S0/R, је основна физичка константа која представља транслациони допринос ентропији идеалног гаса на температури од 1 К и притиску од 100 kPa, где је R гасна константа.
Објавио је укупно шест научних радова, све на теме статистичке физике и квантне механике. Из Амстердама, Тетроде се дописивао са Албертом Ајнштајном, Хендриком Лоренцом и Полом Еренфестом о квантној механици и написао је неколико утицајних радова о квантној механици који су објављени у немачком часопису за физику Annalen der Physik. Конкретно, Макијанова идеја да елементарне честице делују само на друге елементарне честице, а не на себе, била је кључна идеја у формулацији Вилер-Фејнманове временско симетричне теорије.
Водио је повучен живот; наводи се да када су Ајнштајн и Еренфест покушали да га посете у Амстердаму, његова слушкиња их је испратила са: Meneer ontvangt geen gasten („Господин не прима госте“).
Тетроде је умро у 35. години, неожењен, након што је оболео од туберкулозе.

## Дела
- Die chemische Konstante der Gase und das elementare Wirkungsquantum, Annalen der Physik 38 (1912) 434-442, correctie Berichtigung zu meiner Arbeit: Die chemische Konstante der Gase und das elementare Wirkungsquantum in nr. 39 (1912) 255-256 [2]
- Bemerkungen über die Energieeinhalt einatomiger Gase und über die Quantentheorie für Flüssigkeiten, Physikalische Zeitschrift 14 (1913) 212-215 [3]
- Theoretical determination of the entropy constant of gases and liquids, Proc. Sect. Sci. Koninklijke Nederlandse Akademie Wet. Ser. B 17 (1914/1915) 1167-1184[4]
- Über den Wirkungszusammenhang der Welt. Eine Erweiterung der Klassischen Dynamik, Zeitschrift für Physik 10 (1922) 317-328 [5]
- Der Impuls-Energiesatz in der Diracschen Quantentheorie des Elektrons, Zeitschrift für Physik 49 (1928) 858-864[6]
- Allgemein-relativistische Quantentheorie des Elektrons, Zeitschrift für Physik 50 (1928) 336-346[7]